# West Bromwich Albion F.C.
West Bromwich Albion Football Club (još poznat pod imenima WBA, West Brom i Albion) engleski je nogometni klub. Osnovali su ga radnici Salter's Spring Works 1878. godine u West Bromwichu, regiji West Midlands. Trenutačno igra u Championshipu.
Ovaj je slavni klub bio jedan od osnivača prve profesionalne nogometne lige na svijetu, one engleske. Iako The Albion nije toliko glamurozan poput nekih drugih engleskih klubova, imao je značajnu ulogu u stvaranju nogometne igre uopće.
Njihov originalni nadimak, The Throstles, nastao je jer je na grbu kluba u prvom planu nacrtana ptica drozd (throstle = drozd). No, WBA ima još jedan nadimak, The Baggies. Postoji više teorija o nastanku ovog nadimka, a najuvjerljivija je ona da su je izmislili ljuti rivali Albiona, Aston Villa, zbog vrećastih (bag = vreća), čvrstih hlača koje su nosili brojni navijači radnici, kako bi se zaštitili od rastaljenog željeza. Tadašnji navijači Albiona su, naime, bili glavni radnici teške industrije.

## Povijest

### Rani dani (1879. – 1888.)
West Bromwich Albion nastao je raspadom West Bromwich Strollersa. West Bromwich Strollers pokrenuli su 1878. rođaci Bell i Bob Roberts. Oni su htjeli nastaviti tradiciju kriket kluba koji su također oni osnovali. Strollers je dobivao pomoć regije Old Etonian i Williama Cartera, kasnije nadbiskupa Capetowna, koji je tada bio u misiji po Engleskoj. On je forsirao mladiće da se dokažu na igralištu koje je bilo u sklopu crkve. I doista, gotovo nitko nije bio mlađi od 14 ili 15 godina. Kada je Carter napustio klub 1879., Strollers se raspao, a igrači su pokupili novac za novu nogometnu loptu i pomične golove. Osnovan je West Bromwich Albion, koji je za sjedište kluba imao lokalni pub.
Tijekom prve dvije godine svoga postojanja, Albionu su kao igrališta poslužili parkovi West Bromwicha. Ponekad se putovalo i do Stourbridgea. I onda, sezone 1881./1882., dogodio se proboj prema eliti. Za početak su se pretplatili na stadion u Birminghamu. To im je omogućilo igranje na Birmingham Senior Cupu. Tamo su lagano pobijedili brojne (tada) poznate klubove, kao Elwells i Calthorpe. Od tada se o West Bromwich Albionu počelo govoriti u javnosti.
Godine 1882. pridružili su se Nogometnom savezu Staffordshire. Potom su osvojili prvi trofej pobijedivši Stoke u gostima. To je bio temelj uspjeha u Engleskoj. Tada je bio običaj da svaki okrug ima svoje kup natjecanje, pa je tako i WBA počeo organizirati utakmice s Blackburnom, Boltonom i Wrexhamom.
Također su promijenili stadion zbog lošeg odvođenja vode. Unajmili su stadion tadašnjeg ljutog protivnika, West Bromwicha, na tri godine. Stadion se zvao Four Acres (Četiri oranice). WBA je tu mogao igrati samo subotama i nedjeljama, ali ne tijekom kriket sezone, jer je korisnik istog stadiona bio i Dartmouth Cricket Club.

### Između dva svjetska rata (1919. – 1939.)
Prvi i Drugi svjetski rat nije zaustavio razvoj pojedinaca u obećavajuće nogometaše. Tijekom samog rata, WBA se natjecao u dobrotvornim utakmicama, te amaterskim i regionalnim ligama. Kada je natjecanje ponovno normalno nastavljeno 1919., klub se pripremao za novi početak. I doista, iste sezone, godine 1920., osvojili su jedini prvoligaški naslov u povijesti. No, ostale su sezone bile lošije zbog odlaska najboljeg igrača, Penningtona u mirovinu. Jedini je svijetli trenutak b

bilo osvajanje drugoga mjesta u sezoni 1924./1925., kada ih je tijesno pobijedio Huddersfield Town.
Godine 1926. ispali su u drugu ligu. Začudo, to im je omogućilo, i do danas neponovljeno ostvarenje, osvajanje FA Cupa i dolazak u prvu ligu ponovno. Te sezone drugu ligu nisu osvojili, jer ih je onemogućio napadač Dixie Dean iz Evertona.
Iako su igrači koji su izborili povratak u elitni razred engleskog nogometa u 30-im godinama 20. stoljeća igrali sasvim dobro i u prvoj ligi, smrt Billyja Bassetta označila je kraj dobrog perioda za WBA. Ponovno su ispali 1938., a sezona 1939./1940. prekinuta je nakon samo nekoliko odigranih kola zbog Drugog svjetskog rata.

### Buđenje poslije rata (1945. – 1963.)
Kada su 1946. ponovno uspostavljene sve profesionalne engleske nogometne lige, WBA je zapeo u drugoj ligi. Tako je bilo sve do 1948., kada je Everiss, tadašnji trener i tajnik, dao ostavku. Kao i svi tadašnji engleski klubovi, Albion se morao okrenuti modernom nogometu i treneru koji bi to omogućio. Našli su ga u Jacku Smithu, koji je vratio momčad u prvu ligu 1949. Nakon završetka rata, nova talentirana generacija je došla, a predvodnik je bio Ronnie Allen. Allenova prva utakmica 1950. okupila je najveći broj gledatelja u povijesti Albiona na Hawthornsu, 60.000, i to protiv velikih rivala, Wolverhamptona. Završilo je 1:0 za WBA pogotkom Allena.
No, uprava Albiona bila je frustrirana činjenicom da trofeja nema, pa je Jack Smith otpušten 1952. Zamijenio ga je Jesse Carver, koji je prvi uveo vježbanje s loptom na treninzima (do tada se samo vježbala izdržljivost, brzina...). Jesse Carver nije ništa napravio, pa se vratio u S.S. Lazio. A onda je došao Vic Buckingham, do tada trener amaterskih momčadi. Uveo je inteligentan nogomet u Albion, koji se bazirao na čvrstoj obrani i maštovitom veznom redu. Donio je prvi trofej nakon mnogo godina, FA Cup, u sezoni 1953./1954. U istoj sezoni Wolverhampton je osvojio prvu ligu, a WBA je tijesno izgubio naslov. Tako je propala šansa za prvi Double u Engleskoj (kup i prvenstvo u istoj sezoni) u 20. stoljeću.
Iduće sezone nisu donijele nijedan trofej, iako su Don Howe, Derek Kevan i Bobby Robson igrali izuzetno atraktivan nogomet s naglaskom na napad. U sezoni 1957./1958., već spomenuta tri igrača zabila su 78 golova. Kada je trener Buckingham otišao u Ajax 1959. godine, Jimmy Hagan izabran je za nasljednika na klupi.

### Jeff Astle i poslije (1964. – 1977.)
U rujnu 1964. u Albion je došao napadač Jeff Astle. On je tijekom idućih deset godina postao najutjecajnija ličnost svih vremena u Albionu. Zanimljivo, u 60-im godinama, gledatelji više nisu toliko posjećivali Hawthorns, a igračima su smanjivane plaće. Trener Hagan bio je, bez obzira na tadašnje liberalne nogometne prilike, konzervativan i strog trener. Iako mu je to uprava predbacivala, on ih je iznenadio osvajanjem Liga Kupa 1966. godine. Koncept igre je bio jednostavan; Astle i Tony Brown u napadu primaju upotrebljive lopte od Clivea Clarka u veznom redu.
Iduća sezona (1966./1967.) bila je razočaranje. U finalu Liga Kupa iz
izgubili su od trećeligaša QPR, izbačeni su iz europskih natjecanja u ranoj fazi, te skoro ispali u drugu ligu. Da je trener Hagan imao više prijatelja u Albionu, možda bi dobio više vremena da riješi probleme. No, pošto nije bilo tako, dobio je otkaz, a nasljednik je bio Alan Ashman. I doista, on je za kormilom Albiona donio još jedan FA Cup 1968. godine. Astle je postao prvi igrač koji je zabio barem jedan gol u svim kolima natjecanja. No, prvenstvo je ostalo nedosanjan san za WBA i njegovu upravu.
Don Howe činio se savršenom zamjenom za Ashmana 1971. godine. Bivši igrač West Bromwich Albiona bio je na glasu kao jedan od najcjenjenijih teoretičara u nogometu. S Arsenalom je osvojio sve engleske titule, no u Albionu se nije snašao. Ispali su u drugu ligu 1973.  Idućih sezona nisu se uspjeli vratiti u prvu ligu iako su imali vrsne igrače (tipa Johnny Giles), jer je uprava bila začuđujuće neambiciozna.

### Ron Atkinson na kormilu kluba (1978. – 1981.)
Kada je nepoznati mladi trener doveden 1978., svi su bili skeptični. Radilo se o Ronu Atkinsonu. Doveo je Bryana Robsona i dvoje mladih, tamnoputih napadača iz nižih liga, Laurieja Cunninghama i Cyrillea Regisa. Ponovno je uveo Albion u prvu ligu.
Najavivši stvaranje moćne momčadi, doveo je i Brendana Batsona, još jednog tamnoputog igrača. Tako se dogodilo da prvi put u povijesti engleskog nogometa igraju tri tamnoputa igrača u prvoj postavi nekog kluba. To je dovelo do pojave rasizma na nogometnim stadionima, što je aktualno i danas u svim ligama.
Vjerojatno najsvjetliji trenutak u Atkinsonovoj eri bila je pobjeda nad Manchester Unitedom na njihovom Old Traffordu u prosincu 1978. Završilo je 5:3 za WBA.
West Bromwich Albion igrao je najzanimljiviji nogomet na cijelom Otoku, no ponovno se uprava počela sramotiti dopuštajući odlazak najvećih talenata. Svejedno, Albion je završavao uredno pri vrhu prve lige, te dolazio do polufinala FA Cupa. No, trofeji su ih zaobilazili.
Poslije tragične smrti predsjednika kluba, Toma Silka, klub je ponovno došao pod konzervativno vodstvo Berta Millichipa, pa je Atkinson, vidjevši da predsjednik vodi politiku protiv njega, dao ostavku i otišao trenirati Manchester United u ljeto 1981. godine.

### Pad na tablici (1982. – 1986.)
Ronnie Allen, bivši igrač Albiona, vratio se kao trener u ljeto 1981., kao iznenađenje na klupi sa svrhom zamjene Atkinsona. Odmah se prihvatio posla. Prodao je Bryana Robsona i Remija Mosesa Manchester Unitedu, za tada nevjerojatan iznos od 2.5 milijuna funti. U zamjenu je dobio Martina Jola i Andyja Kinga. Loša je to sezona bila za WBA. U posljednjem su kolu odlučivali oni i Leeds međusobno o ispadanju. Albion je ipak uspio pobijediti 2:0 i tako poslati Leeds u drugu ligu.
Na kraju sezone, Allen je svejedno dobio otkaz i bio je zamijenjen Ronom Wyliejem. Na dugo vremena je zaustavio pad na tablici, no sukob igrača i glavnog trenera za posljedicu je imao ostavku dobroga trenera. Kao da to nije bilo dosta, Albion su uhvatili i financijski problemi, te su igračima smanjivane plaće. Nezadovoljni su igrači odlazili iz kluba, što nije bio veliki problem. Problem su bile neadekvatne zamjene tih igrača. Na kraju sezone 1985./1986., stvari su izgledale tmurno za Albion. Ispali su kao posljednji u prvoj ligi.

### Ponovno u Drugoj ligi (1986. – 1987.)
Novi trener Ron Saunders imao je povjerenje uprave čak i nakon ispadanja u drugu ligu. Pokušao je vratiti klub na staze slave stvaranjem potpuno nove momčadi. No to je bilo vrlo neuspješno. Na kraju druge lige u sezoni 1986./1987., Albion je završio tako da je bio samo dva boda iznad zone ispadanja.

### Atkinsonov povratak (1987. – 1989.)
Atkinson se vratio kao trener u ljeto 1987. godine. Bili su vodeći na tablici druge lige i sve je izgledalo da će WBA natrag u prvu ligu. No, Atkinson je otišao u Atlético Madrid, pa je Brian Talbot, dotadašnji igrač, preuzeo momčad s neuspjehom. Prva je liga ostala nedostižna.

### Potop u nove dubine (1989. – 1992.)
Talbot nije uspio održati izvrsnu formu Albiona tako da nisu uspjeli doći niti do doigravanja nakon prve pozicije nekoliko kola prije kraja. Sezona 1989./1990. bila je frustrirajuća; 20. pozicija – najniži plasman u povijesti kluba, ali ostanak u ligi.
Nakon poraza u trećem kolu FA Cupa u siječnju 1991. od amatera Wokinga 4:2, Talbot je dobio otkaz. Zamijenjen je Bobbyjem Gouldom. No, Gould je bio najlošiji trener u povijesti Albiona, iako je s prijašnjim klubom Wimbledonom čak osvojio FA Cup. Naime, West Bromwich Albion je ispao u Treću ligu, po prvi put u povijesti!
Nakon što se nisu kvalificirali za doigravanje za drugu ligu 1992., Gould je dao otkaz. Njegov nasljednik je bio Osvaldo Ardiles, koji je neko vrijeme trenirao i Dinamo Zagreb. Uspio je odvesti WBA u drugu ligu, koja je, zbog, stvaranja Premiershipa preimenovana u prvu ligu.

### Život u drugom planu (1993. – 2000.)
WBA se okrenuo bivšem Tottenhamovom treneru Keithu Burckinsawu kao zamjeni za Osvalda Ardilesa. Burckinsaw je prethodno osvajao FA Cup dvije godine zaredom, no u Albionu se nije snašao. WBA se spasio od ponovnog ispadanja u drugu ligu samo zbog većeg broja postignutih golova od njihovih zemljopisno najbližih rivala, Birminghama. Nedugo poslije, Burckinsaw je dobio otkaz, te je zamijenjen Alanom Buckleyem.
Pod Buckleyem, performanse su Albiona bile upravo dovoljne za ostanak u ligi. U listopadu 1995. bili su izvrsni drugi u prvoj ligi (ne u Premiershipu), te je sve izgledalo spremno za izravan plasman u najviši rang natjecanja, Premiership. A onda je došlo nešto nevjerojatno. U 14 kola, WBA je osvojio jedan jedini bod od mogućih 42! Izgledali su spremnima za povratak u drugu ligu, no poboljšali su se u posljednja četiri mjeseca, pa su se spasili. Ta sezona (1995./1996.) je bila prva u sedam godina da je Albion završio iznad najljućih suparnika, Wolverhamptona.
Buckley je dobio otkaz u siječnju 1997., a zamijenio ga je Ray Harford, koji je prije bio trener Fulhama, Lutona, Wimbledona i Blackburna. Suprotno očekivanjima, Harford je osigurao ostanak u ligi. Iduće je sezone potaknuo WBA na izvrstan uspjeh, 6. mjesto i, doduše neuspješne, kvalifikacije za Premiership. Na kraju sezone ostavio je upravu, igrače i navijače na cjedilu prešavši u QPR. Nasljednik je bio Dennis Smith koji je iduće sezone završio na 10. mjestu.
I naredne dvije sezone Smith je završavao u sredini ljestvice, što ipak nije bilo dovoljno za upravu Albiona, pa su Smithu uručili otkaz. Brian Little je došao na njegovo mjesto, a već je imao glas trenera koji zna uputiti momčad u viši rang natjecanja. Čak je osvojio Liga Kup s Aston Villom. No, u ožujku 2000. dobio je otkaz, jer je Albion došao u veliku opasnost od ispadanja.

### Uspon prema vrhu (2000. – 2004.)
Gary Megson je izabran kao trener u ožujku 2000. Nikad nije postigao značajan uspjeh u nogometu s klubovima Norwich, Blackpool i Stoke. Brojni su navijači bili razočarani izborom predsjednika Albiona, Paula Thompsona, tražeći renomiranijeg trenera.
Prvi Megsonov zadatak bio je zadržavanje Albiona u prvoj ligi, što je i uspio. Stalna borba za ostanak ili ispadanje odvijala se između njih i Watforda. U posljednjem kolu pobjeda Albiona je bila dovoljna za ostanak, bez obzira na rezultat Wallsalla. I doista, WBA je pobijedio tadašnjeg prvaka, Charlton. Pošto je trener Megson bio razočaran pojedinim prvotimcima, odustao je od njihovih usluga, pa se okrenuo novim igračima. Takva promjena igračkog kadra dobro se osjetila u sezoni 2000./2001., kada je WBA išao u doigravanje za Premiership. Tamo su ispali od Boltona, no navijači su postali iznimno optimistični što se tiče Albionove budućnosti.
U sezoni 2001./2002. WBA je bio čak 10 bodova iza Wolverhamptona 10 kola prije kraja. No, Wolverhampton je izgubio čak pet važnih utakmica, dok je Albion pobijedio u sedam od deset preostalih kola, te remizirao dva puta. U zadnjem kolu, Albionu je došao Crystal Palace kojeg su pobijedili, dok su Wolvesi samo remizirali s Sheffield Wednesdayom. Tako je konačno West Bromwich Albion došao natrag u Premiership.
No, snovi o Premiershipu postali su noćna mora nakon što novi vlasnik Jeremy Peace nije uspio osigurati dovoljno novca za dovođenje boljih igrača. Tako su u prva tri kola glatko izgubili sva ti puta, da bi se onda predomislili, pa nastavili s tri pobjede zaredom. Nažalost, u preostala 32 kola, Albion je pobijedio samo tri puta, remizirao šest puta, a izgubio čak 23 puta. Sa samo 26 bodova, brzo su se vratili u prvu ligu.
No, odmah su se vratili u sezoni 2003./2004., iza Norwicha, ali bitna razlika ovaj put je bila dovođenje mladih i talentiranih igrača koji su podigli momčad. Nakon što su pobijedili samo na jednoj utakmici u 11 kola, Megson je obznanio da neće produživati ugovor. Odmah je reagirala uprava otpustivši ga, te uposlivši Bryana Robsona.
Prije početka te sezone, napadač Lee Hughes je osuđen na šest godina zatvora zbog uzrokovanja smrti prebrzom vožnjom. Pobjegao je s mjesta nesreće, ali se predao idući dan. Kada bude otpušten iz zatvora, veoma su male šanse da nastavi karijeru u Albionu i počne zabijati golove, kao što je to radio prije te nesreće.

### Borba za opstanak (2004. – 2006.)
Dana 9. studenog 2004., Bryan Robson je predstavljen kao novi trener. Uprava mu je dala zadatak da očuva premierligaški status, koji je bio ozbiljno ugrožen. Božić 2004. nije bio pretjerano dobar za Albion. Bili su posljednji na tablici.
Dana 22. siječnja 2005. ostvarili su prvu pobjedu pod Robsonovim vodstvom protiv Manchester Cityja. U ranom ožujku, zahvaljujući nepobijeđenosti od 4 kola za redom, uzdigli su se od samoga dna, ali su i dalje bili u zoni za ispadanje. Početkom svibnja, remizirali su s Manchester Unitedom 1:1. To je bilo pretposljednje kolo u kojem je Albionu trebao barem bod protiv favoriziranog Uniteda usred Manchestera, da bi zadržao teoretske šanse za ostanak u elitnom razredu. Ostali rezultati tog kola doista su potvrdili tu teoriju, iako je WBA bio na posljednjem mjestu. 
U zadnjem kolu, Albion je pobijedio Portsmouth s 2:0 na svom stadionu (Portsmouth je već osigurao ostanak), a Crystal Palace, Southampton i Norwich nisu ostvarili potrebne rezultate za ostanak. Ovaj događaj se naziva i Relegation Dogfight.
Tako je West Bromwich Albion postao prvi klub u povijesti Premiershipa koji se spasio od ispadanja, a da je za Božić bio na samom dnu. Također, njihovih šest pobjeda i samo 34 boda ih je učinilo najgorom momčadi koja se spasila ispadanja u premierligaškoj povijesti. No, trener Robson je znao da ponavljanje ovakvih rezultata iduće sezone neće biti dovoljno za ostanak u ligi.
Prije početka sezone 2005./2006., Robson je posudio Chrisa Kirklanda iz Liverpoola, te kupio Nathana Ellingtona i Diomansyja Kamaru. To je dalo nadu navijačima za ponovni ostanak u ligi.
No, optimizam je napustio navijače u siječnju 2006. zbog nedovoljne aktivnosti trenera i vlasnika/predsjednika kluba što se tiče transfera. Posebno je kritizirana odluka o zamjeni Roberta Earnshawa i Geoffa Horsfielda za Nigela Quashieja. Robson se nadao da će s ovim igračima osvojiti 40 bodova (40 bodova se smatra dovoljnim za ostanak u Premershipu). No, loša serija rezultata ih je bacila u zonu ispadanja. I doista, 29. travnja 2006., WBA se ponovno našao u bezizlaznoj situaciji. Ispali su u prvu ligu. 

### Opet u nove borbe (2006. – danas)
WBA je imao zadatak da se vrati što prije u Premiership. No, navijači su kritizirali vlasnika kluba i trenera zbog, prema navijačima, lošeg vođenja kluba. Albion je potpisao ugovor s Umbrom i T-Mobileom, za što su dobili do sada rekordnu zaradu u povijesti kluba. To za posljedicu ima veću količinu novca za transfere, pa su se navijači s pravom nadali uspješnoj sezoni. Uistinu, WBA je dospio do kvalifikacija za ulazak u Premiership gdje je u polufinalu pobijedio najveće rivale, Wolvese, ukupnim rezultatom od 4;2 (2:3, 1:0). Ispali su u utakmici koja je izravno odlučivala o ponovnom ulasku u Premiership, i to od Derby Countyja, rezultatom 1:0, iako su dominirali većinu utakmice.
U sezoni 2007./08. WBA se ponovno uspio vratiti u Premiership osvojivši zasluženo naslov prvaka prve lige (Championshipa) s 2 boda ispred Stokea. Međutim, već u sljedećoj sezoni klub bilježi novo ispadanje u niži rang. U Championshipu su opet osigurali povratak u Premier ligu, ovaj put kao drugoplasirani iza Newcastlea.

## Navijači
Iako je ovaj klub smješten blizu Birminghama, najveći dio navijača dolazi iz obližnjeg Black Countryja (Crna zemlja). Radnička klasa uglavnom navija za Albion, što je tradicija duga već 125 godina. Još postoje navijači i u Irskoj, Australiji, Kanadi, Malti, Tajlandu, a očito postoje i navijači iz Hrvatske, samo što nema kluba navijača.
Navijači Albiona su poznati po neobičnoj proslavi gola, zvanoj Boing Boing. Tada navijači skaču gore-dolje, a takvu proslavu sve više preuzimaju i ostali engleski klubovi. Još postoji i Party za kraj sezone, kada se navijači i navijačice oblače u smiješnu odjeću koja na sebi ima boje kluba protiv kojeg Albion igra u gostima, dakle, radi se o ismijavanju protivničkih navijača.
Poznati navijači Albiona:
| - Frank Skinner (komičar) - Adrian Chiles (TV voditelj) - Leslie Crowther (TV voditelj) - Richie Woodhall (boksač) - Julie Walters (glumica) - Lenny Henry (zabavljač) - Adrian Goldberg - Cat Deeley (TV-prezenterica) - Josie Lawrence (glumica) |  | - Ronnie Wood (rock gitarist) - Betty Boothroyd (političar) - Dean Headley (kriket igrač) - Kayleigh Pearson (model) - Matthew Marsden (glumac) - Eric Clapton (rock glazbenik) - Liam Payne (pjevač) - Goran Ivanišević (hrvatski tenisač) |

## Rivalitet
Najveći rivali Albionu su susjedi, Wolverhampton Wanderers. Njihov okršaj se naziva Black Country Derby. U sezoni 2006./2007. odigrat će prvu utakmicu nakon pet godina. Drugi rivalitet je onaj s Wallsallom, no ne onakav kao s Wolvesima, zbog činjenice da su većinu vremena provodili u različitim ligama. Još od 19. stoljeća, Aston Villa je najljući rival, no taj rivalitet je splasnuo u narednim godinama. Birmingham i Aston Villa dolaze iz istog grada, Birminghama. Rivalitet s Birminghamom nije takav kao s Villom ili Wolvesima.

## Trofeji
- Prva liga (stara), danas Premiership
  - Prvaci: 1919./20.
  - 2. mjesto: 1925., 1954.

- Druga liga (stara), danas Football League Championship
  - Prvaci: 1902., 1911.
  - 2. mjesto: 1931., 1949., 2002., 2004., 2010., 2020.

- FA kup:
  - Prvaci: 1888., 1892., 1931., 1954., 1968.
  - Poraz u finalu: 1886., 1887., 1895., 1912., 1935.

- Liga kup:
- Prvaci: 1966.
- Poraz u finalu: 1967., 1970.

- FA Charity Shield:
  - Pobjednici: 1920., 1954.

## Zanimljivosti
- WBA je jedini do danas ostvario jedinstveni double (1931. godine); osvajanje FA kupa i prijelaz u najviši razred natjecanja. Nitko od nogometnih stručnjaka ne vjeruje kako će to ponoviti bilo koji engleski nogometni klub.

- Također, Albion je bio prvi klub koji je zaigrao u Rusiji nakon nekoliko desetljeća. Poslije su postali prvi klub koji je zaigrao u Kini. Tijekom turneje po Kini, igrač John Trewick je na pitanje što misli o Kineskom zidu odgovorio nezaboravnom rečenicom: "Kada vidiš jedan zid, kao da si ih vidio sve."
- Od 13. lipnja 2019. do 16. prosinca 2020. godine klub je vodio proslavljeni hrvatski bivši reprezentativac i trener Slaven Bilić. Tijekom vođenja kluba uspio je klub iz druge, EFL Championship, lige uvesti u prvu, Premiership, ligu. U EFL Championship ligi u sezoni 2019./2020. klub je završio drugoplasirani s ukupno 83 osvojena boda, 10 manje od prvaka Leeds Uniteda.

## Vanjske poveznice
- Službena stranica
- Neslužbena stranica pokrenuta od navijača
- Neslužbena stranica  Arhivirana inačica izvorne stranice od 16. srpnja 2015. (Wayback Machine)
- Albion Till We Die - još jedna neslužbena stranica
- Pjesme Albiona
- Dresovi Albiona iz prošlosti  Arhivirana inačica izvorne stranice od 31. listopada 2007. (Wayback Machine)
- Okupljanje navijača diljem svijeta

| Momčadi FA Premier lige                                                          | Momčadi FA Premier lige |
| -------------------------------------------------------------------------------- | --- |
|                                                                                  | |
| Članovi 2024./25.                                                                | Arsenal • Aston Villa • Bournemouth • Brentford • Brighton & Hove Albion • Chelsea • Crystal Palace • Everton • Fulham • Ipswich Town • Leicester City • Liverpool • Manchester City • Manchester United • Newcastle United • Nottingham Forest • Southampton • Tottenham Hotspur • West Ham United • Wolverhampton Wanderers |
|                                                                                  | |
| Bivše momčadi (1992. – 2024.)                                                    | Barnsley • Birmingham City • Blackburn Rovers • Blackpool • Bolton Wanderers • Bradford City • Burnley • Cardiff City • Charlton Athletic • Coventry City • Derby County • Fulham • Huddersfield Town • Hull City • Leeds United • Luton Town • Middlesbrough • Norwich City • Nottingham Forest • Oldham Athletic • Portsmouth • Queens Park Rangers • Reading • Sheffield Wednesday • Sheffield United • Stoke City • Sunderland • Swansea City • Swindon Town • Watford • West Bromwich Albion • Wigan Athletic • Wimbledon |
|                                                                                  | |
| Bivše momčadi Football Leaguea (1888. – 1892.) i First Divisiona (1892. – 1992.) | Accrington • Bradford Park Avenue • Bristol City • Bury • Carlisle United • Darwen • Glossop North End • Grimsby Town • Leyton Orient • Millwall • Northampton Town • Notts County • Oxford United • Preston North End |

| Momčadi FA Premier lige                                                          | Momčadi FA Premier lige |
| -------------------------------------------------------------------------------- | --- |
|                                                                                  | |
| Članovi 2024./25.                                                                | Arsenal • Aston Villa • Bournemouth • Brentford • Brighton & Hove Albion • Chelsea • Crystal Palace • Everton • Fulham • Ipswich Town • Leicester City • Liverpool • Manchester City • Manchester United • Newcastle United • Nottingham Forest • Southampton • Tottenham Hotspur • West Ham United • Wolverhampton Wanderers |
|                                                                                  | |
| Bivše momčadi (1992. – 2024.)                                                    | Barnsley • Birmingham City • Blackburn Rovers • Blackpool • Bolton Wanderers • Bradford City • Burnley • Cardiff City • Charlton Athletic • Coventry City • Derby County • Fulham • Huddersfield Town • Hull City • Leeds United • Luton Town • Middlesbrough • Norwich City • Nottingham Forest • Oldham Athletic • Portsmouth • Queens Park Rangers • Reading • Sheffield Wednesday • Sheffield United • Stoke City • Sunderland • Swansea City • Swindon Town • Watford • West Bromwich Albion • Wigan Athletic • Wimbledon |
|                                                                                  | |
| Bivše momčadi Football Leaguea (1888. – 1892.) i First Divisiona (1892. – 1992.) | Accrington • Bradford Park Avenue • Bristol City • Bury • Carlisle United • Darwen • Glossop North End • Grimsby Town • Leyton Orient • Millwall • Northampton Town • Notts County • Oxford United • Preston North End |

| Football League Championship 2022./23. | Football League Championship 2022./23. |
| --- | -------------------------------------- |
| |                                        |
| Birmingham City • Blackburn Rovers • Blackpool • Bristol City • Burnley • Cardiff City • Coventry City • Huddersfield Town • Hull City • Luton Town • Middlesbrough • Millwall • Norwich City • Preston North End • QPR • Reading • Rotherham United • Sheffield United • Stoke City • Sunderland • Swansea City • Watford • West Bromwich Albion • Wigan Athletic |                                        |

| Football League Championship 2022./23. | Football League Championship 2022./23. |
| --- | -------------------------------------- |
| |                                        |
| Birmingham City • Blackburn Rovers • Blackpool • Bristol City • Burnley • Cardiff City • Coventry City • Huddersfield Town • Hull City • Luton Town • Middlesbrough • Millwall • Norwich City • Preston North End • QPR • Reading • Rotherham United • Sheffield United • Stoke City • Sunderland • Swansea City • Watford • West Bromwich Albion • Wigan Athletic |                                        |